# Аристомах
Аристомах (грч. Ἀριστόμαχος) је у грчкој митологији било име више личности.

## Митологија
- Био је син Талаја и Лисимахе и Адрастов брат. Према Аполодору он је био отац Хипомедонта, али не и према Хигину.[1]
- Син Клеодема или Клеодаја, Хераклов унук. Његови синови су били Темен, Креспонт и Аристодем. Он је стигао на Пелопонез у време када је Пенинсулом владао Тисамен, Орестов син. Међутим, његова мисија је пропала, јер није добро протумачио пророчанство и погинуо је у борби[1], односно убио га је Тисамен. Према неким изворима, пророчанство делфског пророчишта није разумео Хил, Аристомахов деда. Када је питао пророчиште када ће Хераклиди моћи да населе Пелопонез, речено му је након треће жетве. Он је разумео да је треба да сачека три године. Доживео је пораз, баш као и његов син и унук. Тек је Аристомаховим синовима протумачено пророчанство.[2]
- Паусанија га је поменуо као једног од Хиподамијиних просилаца, кога је убио Еномај.[3]